# ويلارد جونسون
ويلارد جونسون (بالإنجليزية: Willard Johnson)‏ هو سياسي أمريكي، ولد في 16 مايو 1820، وتوفي في 5 فبراير 1900. انتخب عضو جمعية ولاية نيويورك.